# Simulium canescens
Simulium canescens är en tvåvingeart som beskrevs av Ferdinando Arborio Gattinara di Breme 1842. Simulium canescens ingår i släktet Simulium och familjen knott.
Artens utbredningsområde är Schweiz. Inga underarter finns listade i Catalogue of Life.